# Frederick Ogechi Okwara
Frederick Ogechi Okwara (* 19. März 1989 in Umuna Orlu) ist ein nigerianischer Fußballspieler.

## Karriere
Frederick Okwara kam in der nigerianischen Stadt Umuna Orlu auf die Welt und begann hier mit dem Vereinsfußball in der Standard Football Academy. Im Frühjahr 2008 verließ er seine Heimatstadt und wechselte zum Nigeria Premier League Verein Rangers International FC. Im Dezember 2010 verließ er dann auf Leihbasis die Rangers und wechselte für ein halbes Jahr zum Ligarivalen Dolphins FC.
In der Winterpause der Spielzeit 2010/11 einigte er sich mit dem damaligen türkischen Zweitligisten Adanaspor und wechselte vom nigerianischen Erstligisten Dolphins FC in die türkische TFF 1. Lig. Jedoch konnte er sich nicht durchsetzen und kam über die Rolle eines Ersatzspielers nicht hinaus. Daher wurde sein Vertrag zur Rückrunde 2011/12 aufgelöst und er kehrte am 18. April 2012 nach Nigeria zurück, dort unterschrieb er am selbigen Tag einen Vertrag mit Enyimba FC. Seit März 2013 steht er wieder bei Dolphins FC unter Vertrag.